# Beborn Beton
Beborn Beton e немска синтпоп група, създадена през 1989 г.

## История
Въпреки че е основана през 1989 г., групата издава първия си албум през 1993 г. Дебютът им „Tybalt“ е компилация от най-добрите песни на гупата, написани през първите три години от съществуването ѝ, и е добре приет на електронната музикална сцена. Последвалият през 1995 албум „Concrete Ground“ допринася за признаването на Beborn Beton като една добра синт-поп група с оригиналното звучене и иронично-закачливия тон на текстовете.
След смяната на издателя им през 1996 излиза и пробивът, който толкова са чакали: „Nightfall“, включващ клубния хит „Im Innern Einer Frau“. Продуцирана от Хосе Алварез (от Wolfsheim и De/Vision), тази колекция от електро-поп хитове е все още един от най-добре познатите и популярни албуми от този стил както в цяла Европа, така и в Щатите, като може да му съперничи само следващият им албум „Truth“ от 1997 г. Това издание е най-известно със сингъла „Another World“, който се върти много в Европа и се превръща в един от големите хитове в много синт-поп и индъстриъл клубове.
Думата Beborn не означава нищо, докато Beton e бетон на немски, с който групата свързва урбанизираната среда, в която са израсли.
Членове на групата са:
- Щефан „Тил“ Тилман – барабани, синтезатори, композиране
- Михаел Б. Вагнер – синтезатори, композиране
- Щефан Нечио – вокали; текстописец

## Дискография
- Tybalt 1993 (Label: Subtronic)
- Twisted 1993 (Label: Subtronic)
- Concrete Ground 1994 (Label: Subtronic)
- Nightfall 1996 (Label: Strange Ways)
- Tybalt 1997 – Re-Release (Label: Dark Star)
- Truth 1997 (Label: Strange Ways)
- Another World 1997 (Label: Strange Ways)
- Concrete Ground 1998 – Re-Release (Label: Strange Ways)
- Poison 1999 (Label: Strange Ways)
- Fake 1999 (Label: Strange Ways)
- Fake Bonus 1999 (Label: Strange Ways)
- Rückkehr zum Eisplaneten 2000 (Label: Strange Ways)
- Tales from another world CD1 2002 (Label: Wtii, LLC)
- Tales from another world CD2 2002 (Label: Wtii, LLC)

## Ремикси
- Apoptygma Berzerk – Kathy's Song
- Infam – Limbo
- Claire Voyant – Majesty
- Funker Vogt – Under Deck
- Cleen – The Voice
- De/Vision – Your Hands On My Skin
- Clan of Xymox – Something Wrong
- Camouflage – I Can't Feel You
- In Strict Confidence – Seven Lives
- Wolfsheim – Approaching Lightspeed
- Virtual Server – The Earth (featuring Reagan Jones of Iris)
- Technoir – Manifesto
- Technoir – All In My Head
- Purwien – Alle Fehler (featuring Joachim Witt)
- Helalyn Flowers – DGTal Blood
- Purwien – So kalt
- James D. Stark – Ready